# Bain Stanislas

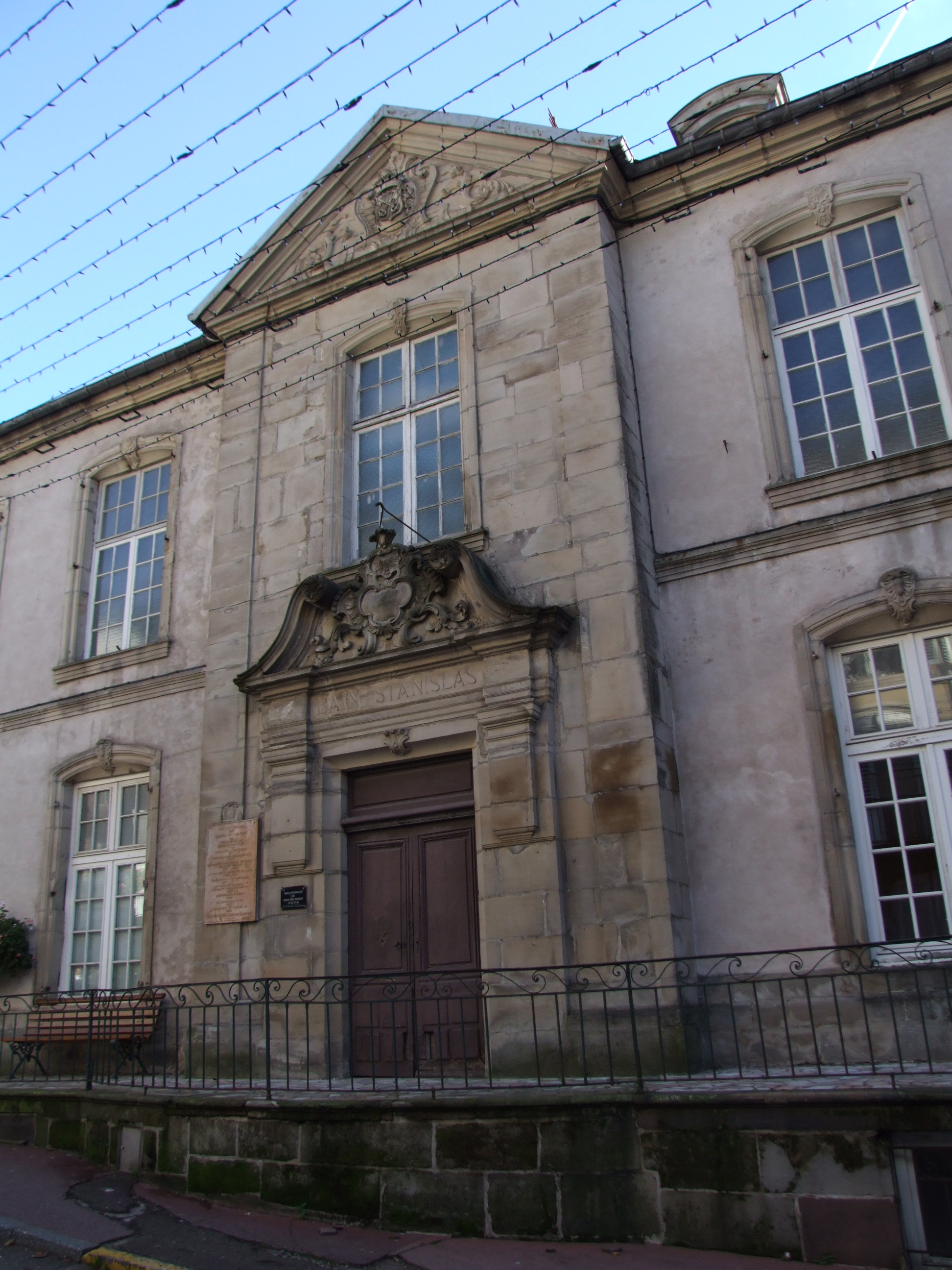
Bain Stanislas in Plombières-les-Bains

Das Bain Stanislas (dt. Stanislaus-Bad) in Plombières-les-Bains, einem Kurbad im französischen Département Vosges in der Region Lothringen, ist ein ehemaliges Bade- und Wohnhaus aus dem 18. Jahrhundert. Das Gebäude an der Rue Stanislas ist seit 2001 als Baudenkmal (Monument historique) geschützt.

## Geschichte
Das Bain Stanislas hieß anfänglich Bain de la Reine (Bad der Königin), da die Herzoginnen von Lothringen hier oft ihre Badeaufenthalte hatten. Das rechteckige Gebäude wurde ursprünglich von 1733 bis 1736 errichtet und in den Jahren 1752 bis 1758 so erneuert, wie es heute noch zu sehen ist. 
Das Haus wurde bis zur Französischen Revolution von den Stiftsdamen von Remiremont genutzt. 1791 wurde es säkularisiert und ab 1836 unter staatlicher Leitung fortgeführt. Im 19. und 20. Jahrhundert wurden im Innern mehrmals größere Umbauten vorgenommen. 
Auf dem Dachboden sind noch fünf Wasserbehälter aus Holz, die mit Blei verkleidet sind, aus dem 19. Jahrhundert erhalten.

## Architektur
Das fünfachsige Gebäude besitzt ein repräsentatives Portal, das wie die kunstvollen Fensterumrandungen aus heimischem Sandstein geschaffen wurde. Der Dreiecksgiebel als Abschluss des Mittelrisalits wird von einem skulptierten Wappen mit Schlüsseln und Krone geschmückt. 